# Fundació Noguera
|  | No s'ha de confondre amb Fundació Ramon Noguera. |

Fundació Noguera és una entitat cultural catalana sense ànim de lucre, creada a Barcelona el 1976 pel notari Raimon Noguera i de Guzman, que treballa per a difondre el patrimoni històric documental català i, molt especialment, el que ha generat l'activitat notarial al llarg dels segles. El 1998 li fou atorgada la Creu de Sant Jordi.
Ha publicat inventaris d'arxius notarials de Catalunya i ha fet edicions crítiques d'ordenacions, col·leccions i textos jurídics d'especial interès per a l'evolució del dret català, i s'encarrega de la publicació de la Revista d'Estudis Històrics i Documents dels Arxius de Protocols, fundada el 1948 per Raimon Noguera. També organitza Congressos d'història del notariat i convoca beques. Des del 2007 el president és Joan-Josep López Burniol.